# Dating Death
Dating Death (chino: 失驚無神, Jyutping: Sut ging mo sun) es el nombre de la película hongkonesa de terror y suspenso dirigida por Herman Yau que se estrenó el 13 de mayo de 2004.

## Actores
- Stephy Tang ... Lily
- Edwin Siu ... Clark
- Theresa Fu ... Sophie
- Deep Ng ... James
- Don Li ... Ken
- Ricky Fan ... Charles
- Horace Lee ... Herman Dai
- Tats Lau ... Tío Liu
- Shut Mei-Yee ... Tío de Sophie
- To Chun-Ban
- Sung Boon-Chung ... Transeúnte en el túnel